# Myrmica humilis
Myrmica humilis är en myrart som beskrevs av Smith 1858. Myrmica humilis ingår i släktet rödmyror, och familjen myror. Inga underarter finns listade i Catalogue of Life.